# Faut-il brûler Sardou ?
Faut-il brûler Sardou ? est un essai de Louis-Jean Calvet et de Jean-Claude Klein portant une analyse sociologique du chanteur Michel Sardou. Paru en 1978, cet opuscule est symbolique du climat hostile entourant l'artiste à cette époque[source insuffisante], puisqu'il s'agit en effet d'un livre rédigé par des détracteurs[réf. nécessaire].

## Contexte
L'essai paraît après la sortie de l'album La Vieille (1976) qui valut de nombreux déboires à Michel Sardou. Ses récitals sont perturbés par des manifestations d'opposants qui s'indignent notamment contre la chanson Je suis pour, dans laquelle ils voient un plaidoyer en faveur de la peine capitale. Une bombe est par ailleurs retrouvée dans la chaufferie de Forest National à Bruxelles alors que le chanteur doit s'y produire.
Dans cette atmosphère hostile au chanteur, les auteurs de Faut-il brûler Sardou ? affirment que celui-ci est soutenu par des journalistes d'extrême droite appartenant au journal hebdomadaire Minute :
«  L’engagement de plusieurs journalistes de l’hebdo Minute dans l’équipe rédactionnelle de Michel Sardou n’est pas passé inaperçu.  »